# R 66 e R 126
R 66 e R 126 sono due stelle estremamente massicce (rispettivamente 30 e 70 masse solari) che sono state identificate dal Telescopio spaziale Spitzer in una delle galassie satelliti della Via Lattea, la Grande Nube di Magellano. Le stelle sono circondate da giganteschi dischi di polveri, in cui si ritiene che vi sia una fervida attività di formazione planetaria.

## Descrizione

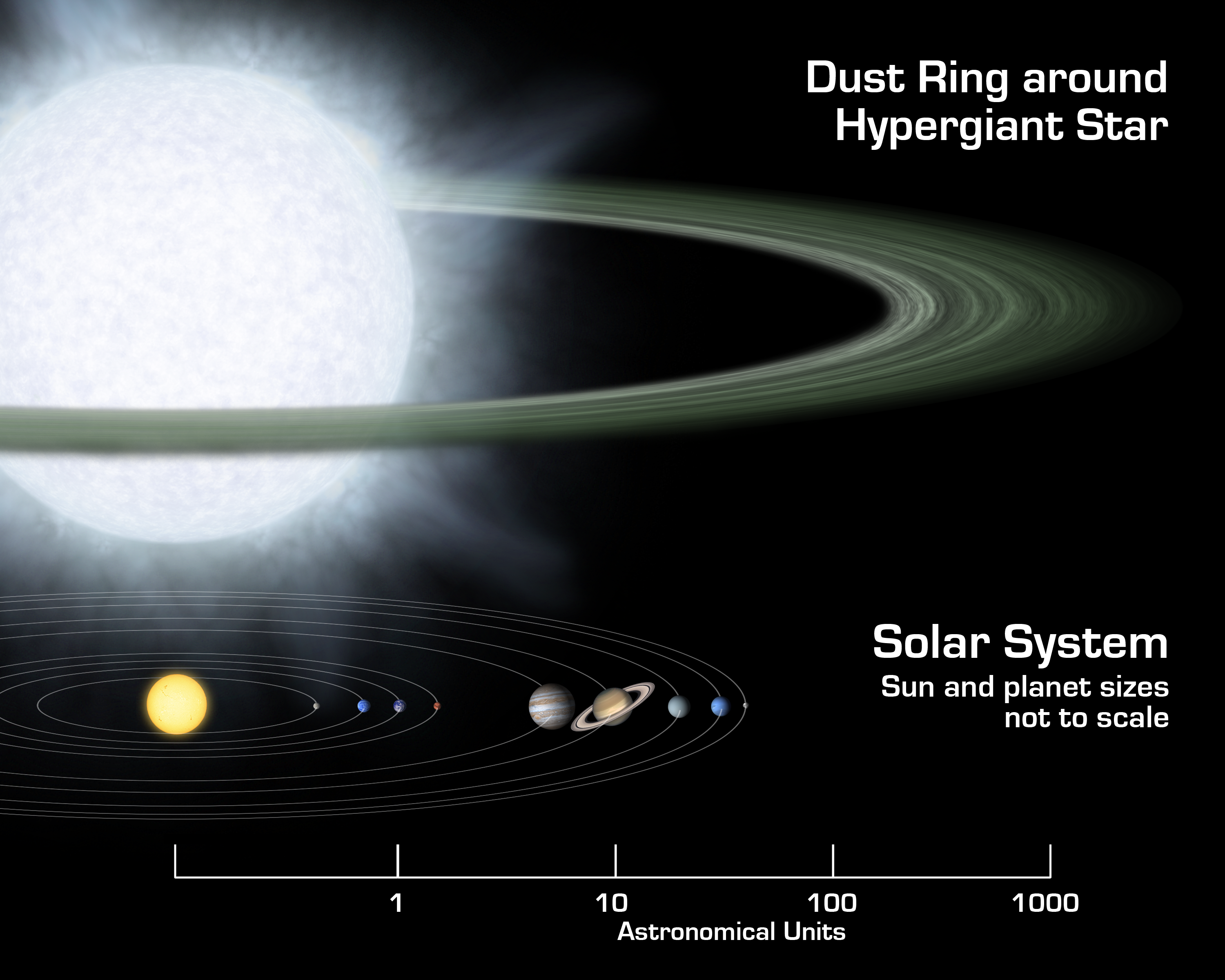
Rappresentazione artistica di una stella ipergigante, del Sole e dei pianeti (non in scala).

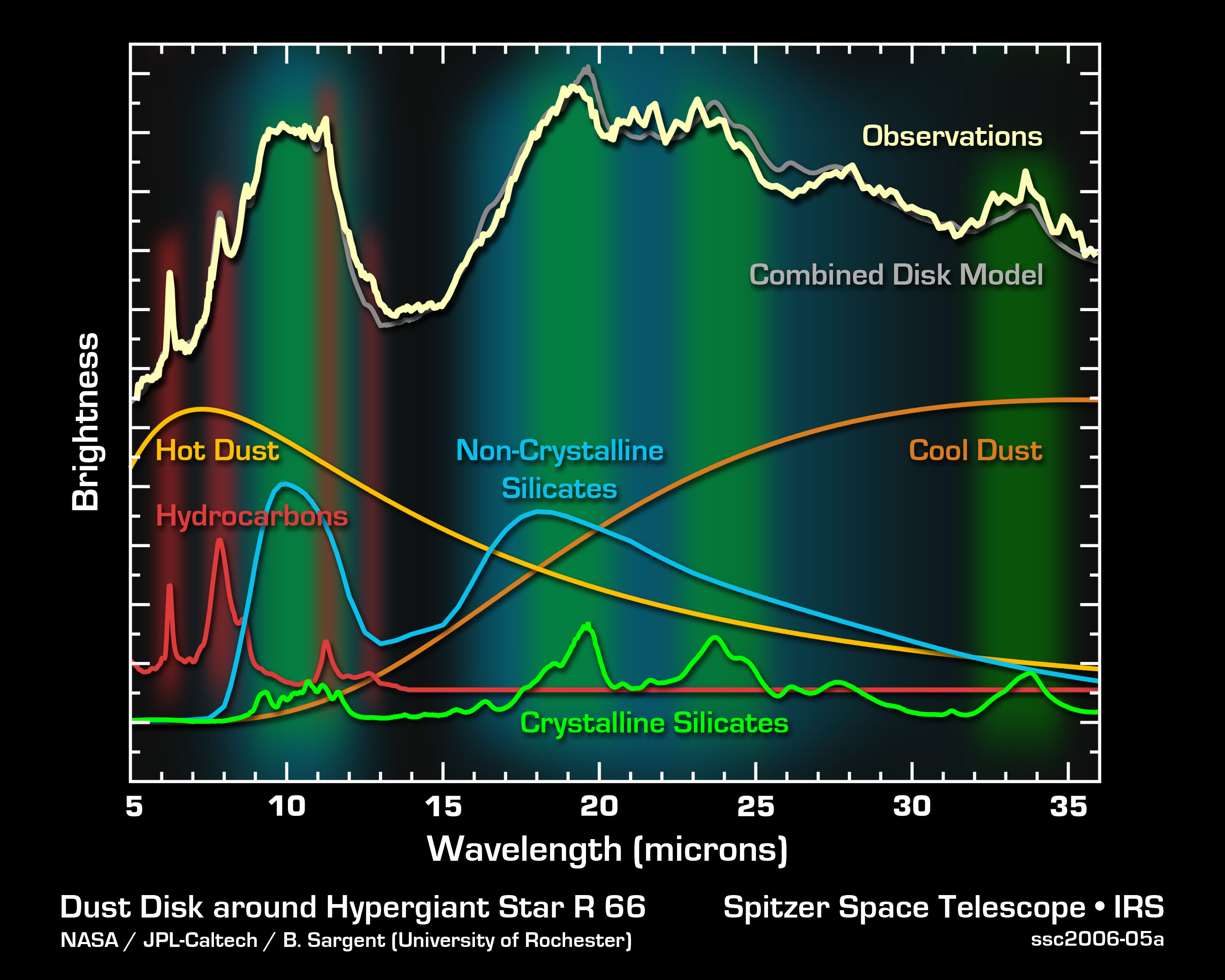
Grafico coi dati osservativi delle due stelle.

Entrambe le stelle sono classificate come ipergiganti di tipo O (molto grandi, caldissime ed estremamente luminose). La presenza del disco di polveri attorno a queste ha stupito gli astronomi in quanto si riteneva che stelle di questo tipo fossero inadatte a formare pianeti, dato che emettono un fortissimo vento che rende difficile (se non impossibile) la "condensazione" delle nubi di polveri in pianeti.
Gli astronomi ritengono anche che i dischi delle stelle ipergiganti siano estremamente "gonfi", espansi sino a una distanza dalla stella pari a 60 volte la distanza tra Plutone e il Sole. Nel disco inoltre è contenuta, con molta probabilità, una massa circa 10 volte maggiore di quella presente nella Cintura di Kuiper. Kastner e i suoi colleghi dicono che questi dischi rappresentano il primo o l'ultimo stadio del processo di formazione dei pianeti. In quest'ultimo caso il disco rappresenterebbe una versione "maggiorata" della Cintura di Kuiper nel nostro Sistema solare.
«Non sappiamo se pianeti come quelli del nostro Sistema solare si possano formare nell'ambiente altamente energetico e dinamico di stelle così massicce, ma se fosse possibile, la loro esistenza sarebbe breve ma eccitante» disse Charles Beichman, astronomo presso il Jet Propulsion Laboratory della NASA e il California Institute of Technology, entrambi siti a Pasadena in California.